# Cecilia Bartoli
Cecilia Bartoli (Roma, 4 de junio de 1966) es una mezzosoprano italiana especializada en obras de Mozart, Rossini, Bellini y asimismo obras barrocas de compositores como Vivaldi o Haendel.
Destaca especialmente por su labor de recuperación del repertorio de compositores ignotos o injustamente olvidados, de los castrati italianos como Farinelli o de cantantes antológicas como María Malibrán. Desde allí fue reconocida como musicóloga.
A partir de 2012 es la primera mujer directora artística del Salzburger Festspiele Pfingsten. En 2016, Bartoli y bajo la tutela del Principado de Mónaco crea y toma la dirección artística del conjunto barroco Les Musiciens du Prince-Monaco. En 2017 la Sistine Chapel Choir, invita a Bartoli a participar en la grabación del disco del coro Veni Domine. En diciembre de 2019 fue designada para dirigir la Ópera de Montecarlo.[cita requerida]
Del 2012 al 2020 Cecilia Bartoli cuenta con la capacidad de alternar su vida con la exigencia del ser cantante de ópera y ser la directora artística de diferentes festivales de clase mundial.

## Biografía

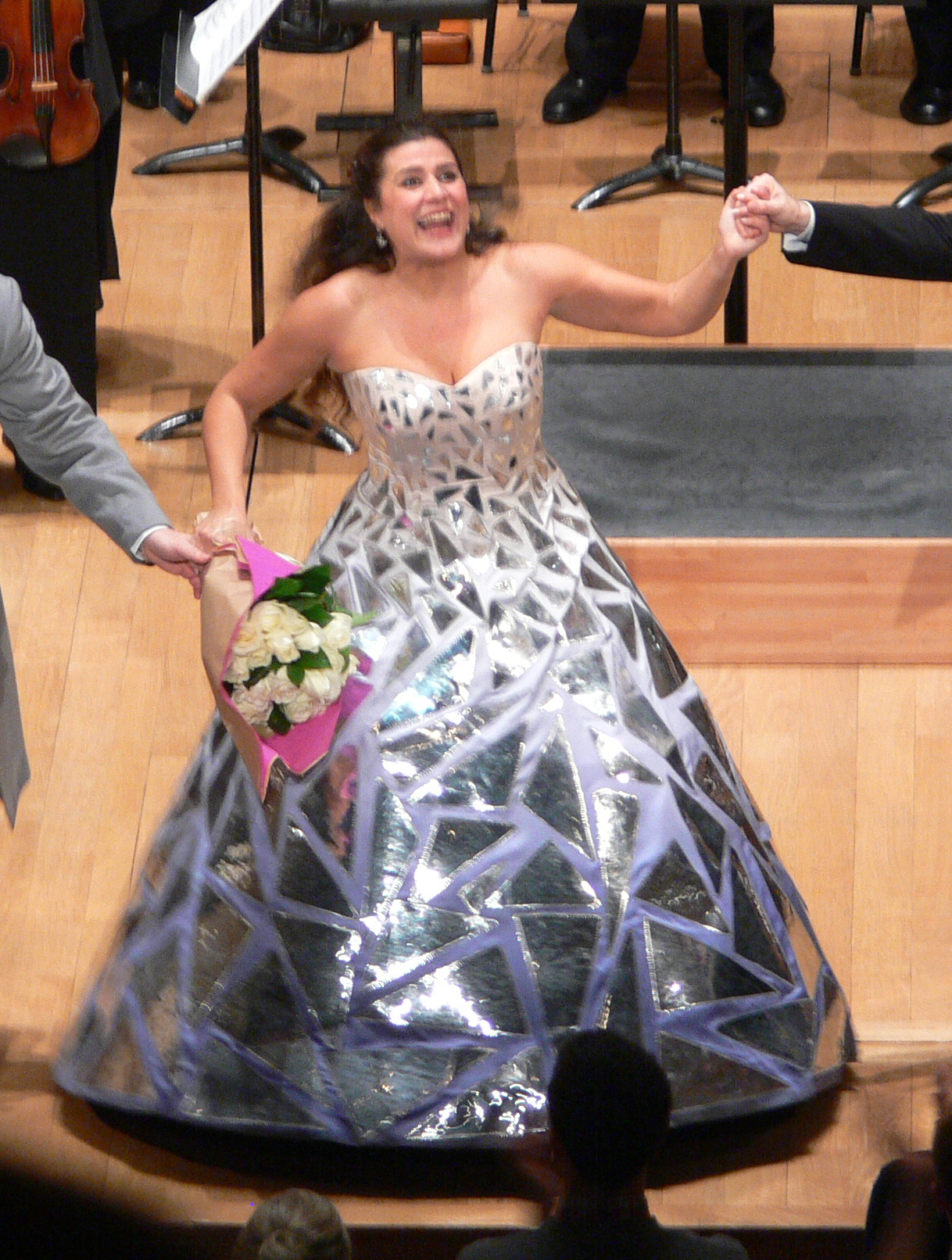
Cecilia Bartoli en París, 2008

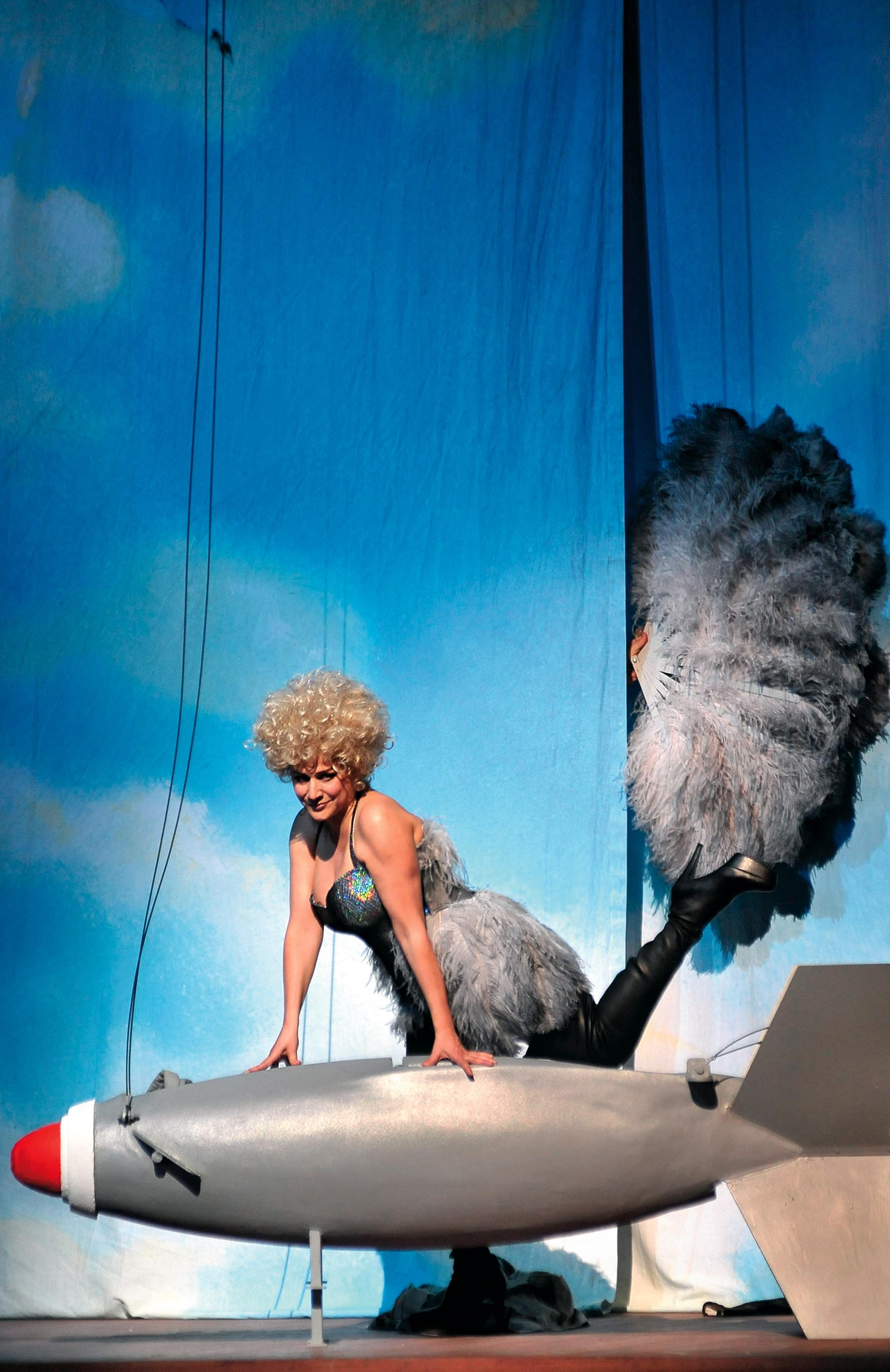
Cecilia Bartoli como Cleopatra en el Festival de Salzburgo, 2012

Bartoli nació en Roma en el 1966. Sus padres fueron ambos cantantes profesionales y le dieron sus primeras lecciones de música. Su primera actuación frente al público fue a los 9 años como niño pastor en Tosca. Estudió en la Academia Nacional de Santa Cecilia.
En 1985, a los 19 años, Bartoli hizo una aparición en un programa de talentos en la televisión italiana. Riccardo Muti, director del Teatro de La Scala escuchó su actuación y la invitó a una audición. Años más tarde, Herbert von Karajan la invitó a cantar en el Festival de Salzburgo de 1990; sin embargo, la muerte de Karajan impidió realizar su debut. 
En esa época, Bartoli captó la atención de Daniel Barenboim cuando este la escuchó actuando en un homenaje a María Callas en la televisión francesa. Trabajando con los directores Barenboim y Nikolaus Harnoncourt, Bartoli se concentró en papeles de Mozart, desarrollando una carrera internacional.
En 1988 interpretó a Rosina en El Barbero de Sevilla. El 5 de diciembre de 1991, con tan solo 25 años, es invitada a cantar en la misa oficiada en la Catedral de San Esteban de Viena donde interpreta su parte en el Requiem de Wolfgang Amadeus Mozart con motivo del 200 aniversario de la muerte del genio de Salzburgo. Canta junto a la ya desaparecida Arleen Augér, el tenor Vinson Cole, el bajo René Pape, y el coro de la Ópera de Viena dirigidos por Sir Georg Solti, difundiéndose en formato de CD y DVD.

## Trayectoria
En 1996 debutó al fin en la Metropolitan Opera House como Despina en Così fan tutte, y regresó al año siguiente para interpretar el papel de La Cenerentola, ese mismo año debutaba también en el Teatro Colón de Buenos Aires ofreciendo recitales acompañada por Jean-Yves Thibaudet.
Además de Mozart y Rossini, ha vuelto su atención a la música del período Barroco y del período Clásico temprano de compositores tales como Gluck, Vivaldi, Haydn y Salieri. A comienzos de 2005 interpretó a Cleopatra en Giulio Cesare de Händel, papel que desde entonces ha hecho propio y habitual en su agenda.
Dentro de esta línea musicológica recuperó el legado de la legendaria cantante del siglo XIX María Malibrán, y con su disco Sacrificium ha devuelto a la actualidad el olvidado y muy difícil repertorio de los castrati, encabezando las listas de ventas en competencia con las estrellas de la música pop (fenómeno que no ocurría desde los tiempos de Luciano Pavarotti).
En diciembre de 2009 obtuvo un clamoroso éxito con este repertorio en el Teatro Real de Madrid, repitiéndose una vez más en 2010 con un recital de arias dedicado a las heroínas y hechiceras de Händel.
El papel de Angelina en la dice Bartoli que "es el papel que más le ha durado en su carrera y que le resulta complicado desde el principio". Considera que en La Cenerentola, "es el personaje más fuerte de su entorno, que podría ser una superwoman por los diversos talentos que posee, pero prefiere la sencillez a la soberbia. Elige el carpe diem antes que cualquier otra cosa y le sobra el sentido del humor”.
Como mezzosoprano ligera de coloratura, cuenta con un timbre aterciopelado y una técnica acreditadamente impecable, siendo la de mayor relevancia aparecida en Italia desde Giulietta Simionato y una de las cantantes de ópera más populares de los últimos años.
En 2012 la mezzo romana se convirtió en la primera mujer en ser la directora artística del Salzburger Festspiele Pfingsten, en el 2019 se renovó su contrato hasta la edición del año 2026. En su primer año el foco estaba en Cleopatra, en 2013 el festival tenía el lema "Sacrificio - Víctima - Víctima"; Un nuevo hito en la carrera de Cecilia Bartoli fue su debut en el escenario como Norma (Giovanni Antonini dirigió la Orquesta La Scintilla). En mayo de 2013 el lanzamiento de audio de la ópera de Bellini tuvo lugar con Cecilia Bartoli en el papel principal y bajo la dirección de Antonini. En la edición del 2019 el festival acogió a casi 12.000 asistentes, procedentes de 49 países, con una asistencia media del 99%.
En 2016 de la idea de C Bartoli y bajo la tutela del Principado de Mónaco, en asociación directa de la Ópera de Mentacarlo, crea y toma la dirección artística del conjunto barroco magistral Les Musiciens du Prince-Monaco, con el firme propósito de revivir la gran tradición europea de la música de la Corte.
En 2017 el director del Sistine Chapel Choir, monseñor Palombella invitó a La Bartoli a participar en la grabación del disco del coro Veni Domine, tercera colaboración con la Deutsche Grammophon. lo anterior la convierte en ser la primera mujer que graba y se expone cantando en la Capilla Sixtina. Ella puso su voz al servicio del coro para interpretar Beata Mariae Virginis
En diciembre de 2019 la Princesa de Hannover, Carolina de Mónaco anuncia a Bartoli como la próxima directora artística de la Ópera de Montecarlo, a partir del 1 de enero de 2023 en relevo de Jean-Louis Grinda; con lo que se convertirá en la primera mujer en asumir las riendas de esa casa fundada en 1879 y en la que debutó hace justo 30 años.
Cecilia Bartoli se ubica entre las sucesoras de Marilyn Horne, la gran mezzosoprano estadounidense especializada en bel canto y perteneciente al grupo de cantantes que durante la posguerra revivieron este arte en peligro de desaparición: María Callas, Montserrat Caballé, Joan Sutherland, Renata Scotto, Leyla Gencer y Beverly Sills.

## Premios y reconocimientos
Cecilia Bartoli ha recibido numerosos premios, reconocimientos y distinciones honoríficas, entre las que se encuentranː
| Nombre                                                     | País | No  | Nom | Win | AÑO         | Descripción |
| ---------------------------------------------------------- | ---- | --- | --- | --- | ----------- | --- |
| Grammy Awards                                              | US   | 16  | X   |     | 1992-2016   | |
| Grammy Awards                                              | US   | 5   |     | X   | 1993 - 2008 | Best classical vocal:-Performance: The impatient lover italian songs by Beethoven,Schubert, Mozart , 1994 -An italian songbook - Works of Bellini, Donizetti, Rossini, 1997 -Vivaldi Álbum - Dell'aura al sussurrar, Alma oppressa, 2000 -Dreams & Fables - Gluck Italian Arias: Tremo Fra' Dubbi Miei; Di Questa Cetra In Seno, 2001 -Sacrificium, 2008 |
| Echo Klassik                                               | DE   | 10+ | x   | x   | 1994-2008   | |
| Bambi Archivado el 25 de enero de 2020 en Wayback Machine. | DE   | 1   |     | X   | 2002        | Excelencia en la música y la cultura |
| Classical BRIT Awards                                      | GB   | 3   |     | X   | 2002-2004   | -Female Artist of the Year, 2002 -Outstanding Contribution to Music, 2003 -Female Artist of the Year, 2004 |
| Victoire de la Musique                                     | FR   | 1   |     | X   |             | |
| Prix Haendel                                               | DE   | 1   |     | X   |             | |
| Bellini d'Or                                               | IT   | 1   |     | X   |             | |
| Premio Musical Léonie Sonning                              | DK   | 1   |     | X   | 2010        | Outstanding Contribution award |
| Herbert von Karajan Music Prize                            | DE   | 1   |     | X   | 2012        | |
| Premio de Música Polar                                     | SE   | 1   |     | X   | 2016        | Premio Nobel de la música |

| Nombre                                                             | País | Año  |
| ------------------------------------------------------------------ | ---- | ---- |
| Membre honoraire de la Fondation Heandel House                     | DE   |      |
| Medalla de Oro al Mérito en las Bellas Artes                       | ES   | 2007 |
| Chevalier de l'Ordre du Mérite                                     | FR   |      |
| Chevalier des Arts et des Lettres                                  | FR   |      |
| Médaille Grand Vermeil                                             | FR   |      |
| Chevalier d'honneur                                                | IT   |      |
| Membre effectif du conservatoire Sainte-Cécile                     | IT   |      |
| Docteur honoris causa de musique au University College             | IE   |      |
| Membre honoraire de la Royal Academy of Music                      | GB   |      |
| Miembro honorario de la Junta Asesora de la Fundación Handel House | DE   | 2009 |
| Caballero de la Orden Cultural                                     | MC   | 2012 |

## Discografía

### Ópera
- Missionː Arias y duetos de Agostino Steffani (2012)[10]
- Bellini: La sonnambula (2008)
- Mozart: Don Giovanni (2001)
- Handel: Rinaldo (2000)
- Mozart: Mitridate, re di Ponto (1999)
- Rossini: Il turco in Italia (1998)
- Gluck: Orfeo ed Euridice (1997)
- Mozart: La clemenza di Tito (1995)
- Mozart: Le nozze di Figaro (1994)
- Rossini: La cenerentola (1995)[11]
- Puccini: Manon Lescaut (1993)
- Rossini: Il barbiere di Siviglia (1989)

### Recitales orquestales
- Sacrificium - The art of the castrati DVD (2010)
- Sacrificium (Arias escritas para castrati) (2009)
- Maria (Tributo a María Malibrán) (2007)
- Opera Proibita (2005)
- The Salieri Álbum (2003)
- Glück Italian Arias (2001)
- Viva Vivaldi! DVD (2000)
- Cecilia and Bryn DVD (1999)
- The Vivaldi Álbum (1999)
- Mozart Portraits (1994)
- Rossini Heroines (1992)
- Mozart Arias (1991)
- Rossini Recital (1990)
- Rossini Arias (1989)

### Recitales con piano
- Live in Italy (1998)
- An Italian Songbook (1997)
- Chant D'Amour (1996)
- Italian Songs (1993)
- Arie Antiche (1992)

### Música sacra
- Pergolesi: Stabat Mater, Salve Regina; Scarlatti: Salve Regina
- Mozart: Requiem en re menor (1991)

### Cantatas
- Rossini Cantatas Volume 2

### Recopilatorios
- Sospiri (2010)
- The Art of Cecilia Bartoli (2002)
- A Portrait (1995)